# ヴェッレトリの戦い (1744年)
ヴェッレトリの戦い（ヴェッレトリのたたかい、イタリア語: Battaglia di Velletri）は、オーストリア継承戦争中の1744年8月12日、オーストリアとナポリ王国の間で行われた戦闘。夜間の襲撃でヴェッレトリを占領してナポリ王カルロ7世の側近を多く捕虜にした後、オーストリア軍は城外のスペイン軍との戦闘に身を投じた。しかし、オーストリア軍はスペイン近衛兵やワロン人衛兵に敗北してローマへ退却、カルロ7世は追撃を命じた。

## その後
ジュゼッペ・ヴェルディのオペラ『運命の力』第3幕は、ヴェッレトリの戦いを題材とする。